# ディンゴ・ハイブリッド

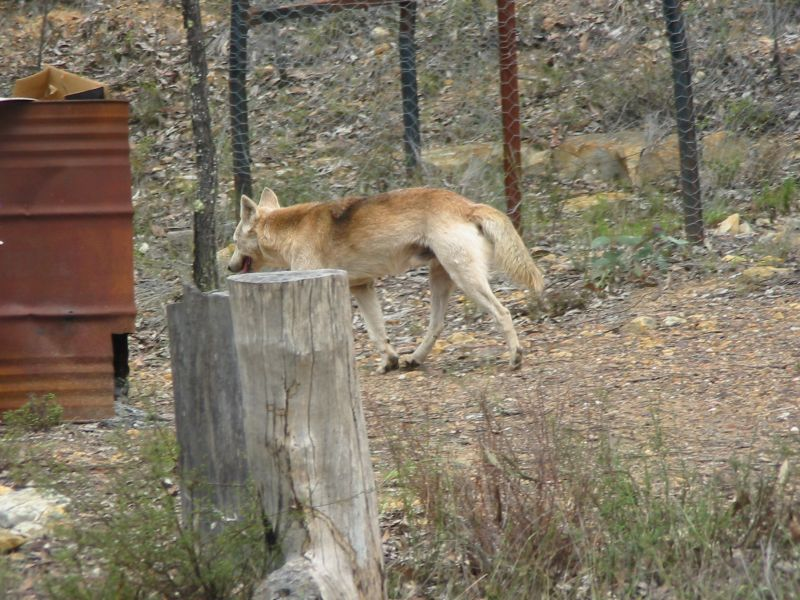
ディンゴ・ハイブリッド

ディンゴ・ハイブリッド（英：Dingo hybrids）は、オーストラリアに分布している、ディンゴと他種のイエイヌの雑種犬のことである。オーストラリアでは単にワイルド・ドッグ（英：wild dog＝野良犬）と呼ばれることもある。

## 概念など
もともとディンゴは、アボリジニーとともにオーストラリア大陸へ渡ってきて土着化し成り立った非常に古い犬種である。以後ディンゴは長らく純血を保ってきたが、ヨーロッパから植民が開始され、先住民族であるアボリジニーの生活が破壊されたことによりその状況は一変した。海外から持ち込まれた洋犬が逃げ出したり放棄されたことにより野良犬となり、その野良犬とディンゴが交雑する機会が頻発するようになった。そうした異種交配によって誕生したのがディンゴ・ハイブリッドである。

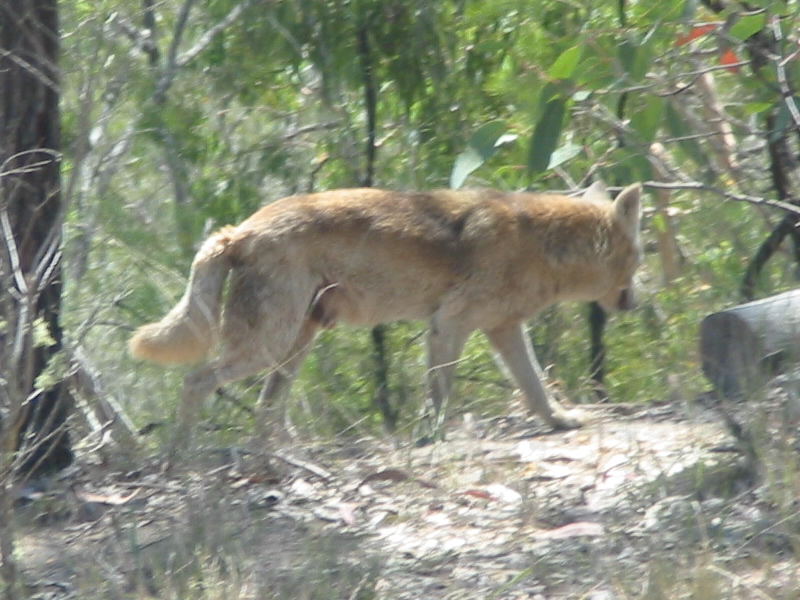
ディンゴ・ハイブリッド

ディンゴの雑種化は深刻で、現在オーストラリアの多くの地域でディンゴ・ハイブリッドが生息している。通常の純血のディンゴに比べて適応性が高く、生息域を更に広げつつある。尚、内陸部や大きな都市の近辺のディンゴは大半がハイブリッドであり、ほぼ純粋なまま存在している地域は、フレーザー島など非常に限られた地域にとどまっている。

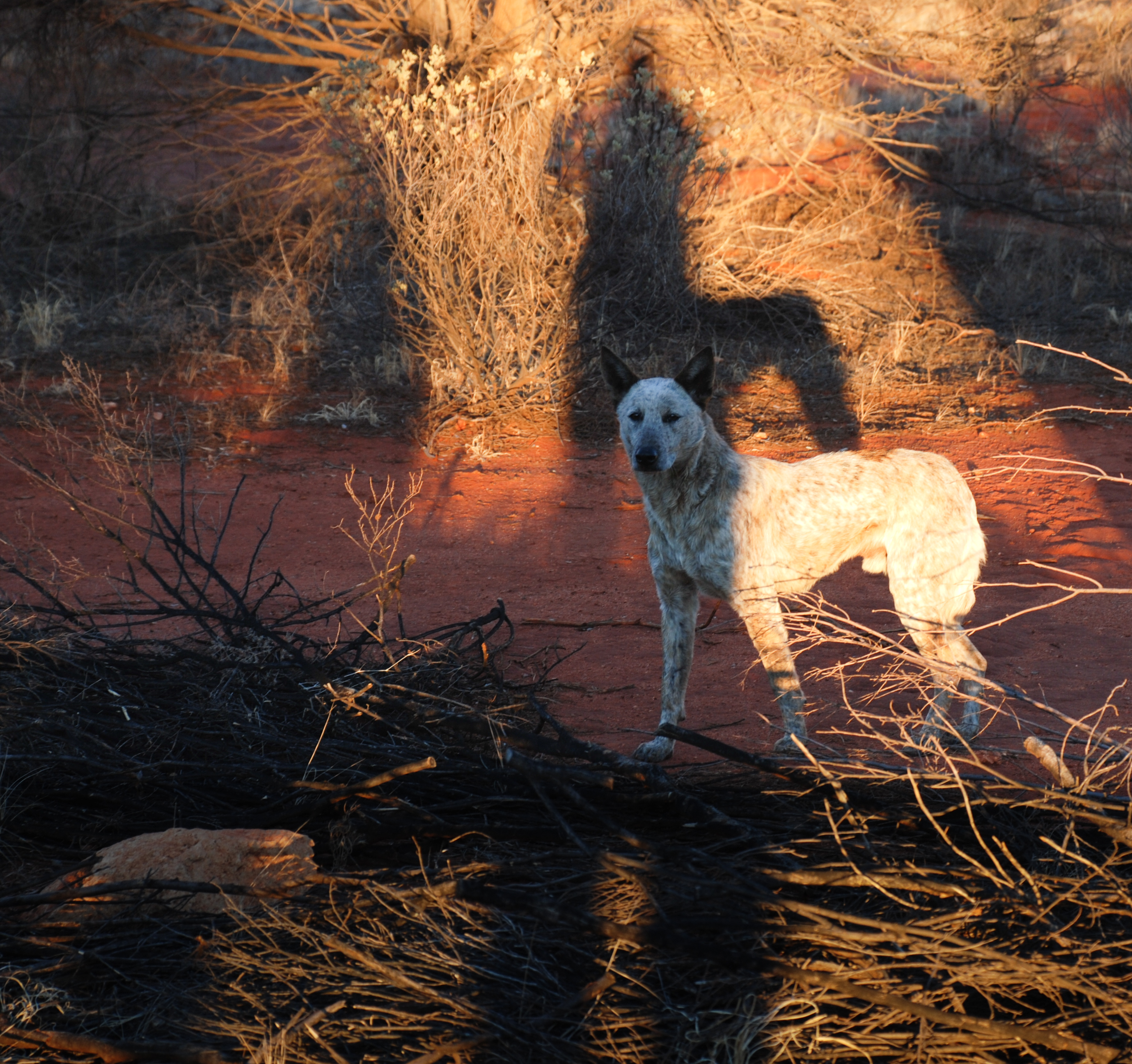
珍しいローン（かす毛）の毛色のディンゴ・ハイブリッド

イエイヌもディンゴも事実上ほぼ同じ生物であることから、ディンゴ・ハイブリッドは正常な繁殖能力を有する。このため交雑は一世代だけにとどまらず、更にディンゴと混血することが多い。このためこのまま本種を放置していれば純粋なディンゴが絶滅してしまうことが危惧されている。これを防止するため一部の州では野生のディンゴ・ハイブリッドを駆除し殺処分することが認可されているが、オーストラリアの動物愛護団体や愛犬家から強く反対され、他にディンゴの純血性を守る方法があるのではないかと訴えられ、批判されている。事実、雑種化は年々進行しており、数頭を罠にかけて駆除しただけでは雑種化の進行を食い止める効果が非常に薄いことが専門家から指摘されている。このため、純粋なディンゴを外部から守る保護とあわせてその地域にいるハイブリッドを駆除したり、捕獲したハイブリッドを用いて戻し交配を行って復元を試みるといった対策が考案されている。後者の策には莫大な費用がかかるが、これにより命を犠牲にすることなくディンゴの純血制を復活させることが出来るのではないかと近年愛好家の間で期待されている。しかし、オーストラリア国内でのディンゴ・ハイブリッドの総数は数100万頭にも上るのではないかとも言われており、これらすべてを保護・飼育するのは極めて難しいという意見も根強い。

## 特徴
その姿はディンゴによく似ていて、能力や容姿はそれに準ずる。無駄のない筋肉質の体つきをしていて、身体能力が高い。耳は立ち耳、尾は長い垂れ尾であるのが普通だが、例外もある。マズルの長さは普通である。コートはスムースコートかショートコートで、稀にロングコートのハイブリッドもいる。毛色はディンゴの通常色であるイエロー・ジンジャーがメインで、その他には茶系の色や白などがある。中型犬並みのサイズで、体高は通常53〜55cm程度である。ディンゴと同じく歯の形はオオカミに近く、遠吠えをするとき以外はあまり吠えない。又、野生のものの約70%は単独で狩りを行い、パックを組んだとしてもペアか親仔、きょうだいといった親しい間柄と組むことがほとんどである。性格は用心深く警戒心が強いが、主人家族には忠実で従順である。大切に世話をするものに対してはよくなつき、順応力や状況判断力が高い。運動量は非常に多く、遺伝子的にかかりやすい病気はなく平均寿命も長い。

## ペットとしてのディンゴ・ハイブリッド
ディンゴ・ハイブリッドはペットとしても飼育されている。一般家庭で生まれたディンゴ・ハイブリッドの仔犬は普通の犬として扱われ、譲渡も行われている。捕獲されたディンゴ・ハイブリッドもしつけや訓練などを行った上で一般家庭に譲渡されている。オーストラリアの法律ではディンゴは野生の動物であるとして飼育を禁じているが、ほぼ無視されている。法をかいくぐるため、登録の際には雑種ということで届出が行われる。
一般家庭で飼育されているディンゴ・ハイブリッドの多くは家庭犬として飼われているが、身体能力が高いためドッグスポーツ用の犬として育成されることもある。このほか、非常に稀だが牧牛犬として飼育されるということもある。体力や忍耐力があり、力も強めであるためしっかりと牛を管理することが出来るが、ちゃんとした訓練をしないと牛のかかとを強く噛み過ぎる傾向にあるため注意が必要となる。
またオーストラリアン・キャトル・ドッグやオーストラリアン・ケルピーなどディンゴの血が入っている犬種も存在する。

## ディンゴ・ハイブリッドを駆除していた犬種
かつて殖民の開始によりオーストラリアの自然が急速に失われていった際、家畜を襲うディンゴとディンゴ・ハイブリッドを狩って仕留めるという役割を担っていた犬種が存在した。その犬種はストラスドゥーン・ディンゴ・キラーといい、もとはスコットランド原産のスコティッシュ・ディアハウンドとアイルランド原産のアイリッシュ・ウルフハウンドの交雑種であったが、19世紀後半ごろに改良と交配が重ねられて犬種に発展した。ストラスドゥーンのディンゴ狩りにより一時ディンゴとハイブリッドの頭数が減少したが、この犬種の使役は犬が犬を殺し合う仲間殺しであるとする見方が強く、20世紀にストラスドゥーンなどによるディンゴ狩りが禁止された。狩りが禁止されてから頭数が急激に上昇することはなかったが、交雑化は進み純血種のディンゴが減少するという新たな問題が発生した。